# Alfred Sturm (Offizier)

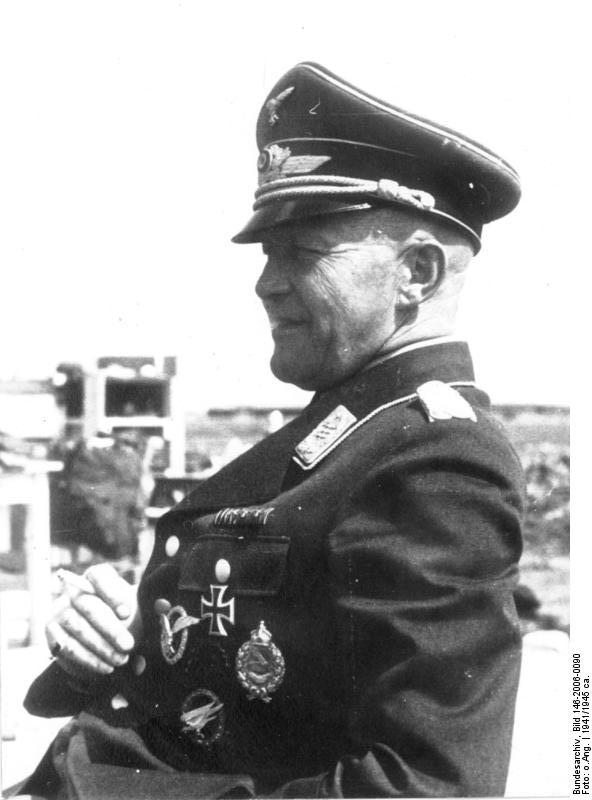
Oberst Alfred Sturm (1941)

Alfred Sturm (* 23. August 1888 in Saarbrücken; † 8. März 1962 in Detmold) war ein deutscher Offizier der Luftwaffe, zuletzt Generalleutnant im Zweiten Weltkrieg. Er kämpfte im Ersten Weltkrieg und wurde mehrfach verwundet. Sturm führte im Zweiten Weltkrieg als Kommandeur die 7. Flieger-Division.

## Auszeichnungen
- Eisernes Kreuz (1914) II. und I. Klasse[3]
- Verwundetenabzeichen (1918) in Schwarz[3]
- Militär-Flugzeugführer-Abzeichen
- Spange zum Eisernen Kreuz II. und I. Klasse[3]
- Flugzeugführerabzeichen
- Fallschirmschützenabzeichen der Luftwaffe
- Ärmelband Kreta
- Ritterkreuz des Eisernen Kreuzes am 9. Juli 1941[4]